# 211 km (obwód nowogrodzki)
211 km (ros. 211 км) – przystanek kolejowy w lasach, w rejonie okułowskim, w obwodzie nowogrodzkim, w Rosji. Położony jest na linii Petersburg – Moskwa. Najbliższą miejscowością jest Otrada.